# Temporada 1975-1976 del RCD Espanyol
Dades de la Temporada 1975-1976 del RCD Espanyol.

## Fets Destacats
- 1 d'agost de 1975: Trofeu Ciudad de La Linea: Hajduk Split 1 - Espanyol 1[5]
- 3 d'agost de 1975: Trofeu Ciudad de La Linea: Steaua Bucarest 0 - Espanyol 2[6]
- 11 d'agost de 1975: Torneig Ciutat de Barcelona: Espanyol 4 - Club Brugge 2[7]
- 13 d'agost de 1975: Torneig Ciutat de Barcelona: Espanyol 2 - Estudiantes de La Plata 0[8]
- 22 d'agost de 1975: Torneig Ciutat de Palma: Espanyol 1 - CSKA Sofia 0[9]
- 25 d'agost de 1975: Torneig Ciutat de Palma: Espanyol 0 - Reial Madrid 0[10]
- 31 d'agost de 1975: Torneig Ciutat de Terrassa: Espanyol - CA Peñarol, no es disputà per un gran aiguat[11]
- 15 d'octubre de 1975: Noces de Platí del RCD Espanyol: Espanyol 1 - Stoke City FC 2[12]
- 9 de novembre de 1975: Lliga: Sporting de Gijón 6 - Espanyol 1[13]
- 14 de desembre de 1975: Lliga: FC Barcelona 5 - Espanyol 0[14]
- 11 d'abril de 1976: Lliga: Espanyol 3 - FC Barcelona 0[15]

## Resultats i Classificació
- Lliga d'Espanya: Quarta posició amb 40 punts (34 partits, 18 victòries, 4 empats, 12 derrotes, 48 gols a favor i 45 en contra).
- Copa d'Espanya: Eliminà l'Elx CF a setzens de final, i el CD Málaga a vuitens de final, però fou eliminat pel Reial Betis a quarts de final.

## Plantilla
| P   | Jugador                     | Lliga | Lliga | Copa d'Espanya | Copa d'Espanya |
| P   | Jugador                     | PJ    | G     | PJ             | G              |
| --- | --------------------------- | ----- | ----- | -------------- | -------------- |
| POR | Francisco Javier Echevarría | 19    | -28   | 5              | -7             |
| POR | José Luis Borja             | 16    | -17   | 2              | -3             |
| POR | Joan Josep Bertomeu         | -     | -     | -              | -              |
| DEF | José Fernando Ferrer        | 33    | 1     | 6              | -              |
| DEF | José Antonio Ramos          | 32    | -     | 6              | -              |
| DEF | Juan Verdugo                | 31    | 1     | 5              | -              |
| DEF | Luis César Ortiz Aquino     | 25    | 2     | -              | -              |
| DEF | Pedro de Felipe             | 9     | -     | 1              | -              |
| DEF | Miguel Ángel Ochoa          | 6     | -     | 1              | -              |
| MIG | Daniel Solsona              | 34    | 4     | 6              | 1              |
| MIG | Juvencio Osorio             | 29    | 3     | 6              | 2              |
| MIG | Manuel Fernández Amado      | 23    | 1     | 5              | -              |
| MIG | Fernando Molinos            | 10    | -     | 1              | -              |
| MIG | Josep Manel Casanova        | 9     | -     | 2              | -              |
| MIG | Rafael Granero              | 6     | -     | 4              | -              |
| MIG | Francisco Marfil            | -     | -     | -              | -              |
| DAV | Manolín Cuesta              | 31    | 8     | 5              | 1              |
| DAV | Juan María Amiano           | 27    | 4     | 2              | -              |
| DAV | Jorge Da Silva Jeremias     | 24    | 4     | -              | -              |
| DAV | Carlos Caszely              | 21    | 13    | 3              | 3              |
| DAV | Rafael Marañón              | 13    | 2     | 5              | 5              |
| DAV | José María García Lavilla   | 11    | 2     | -              | -              |
| DAV | José Mora                   | -     | -     | -              | -              |
| DAV | Roberto Cino                | -     | -     | -              | -              |